# 김치냉장고

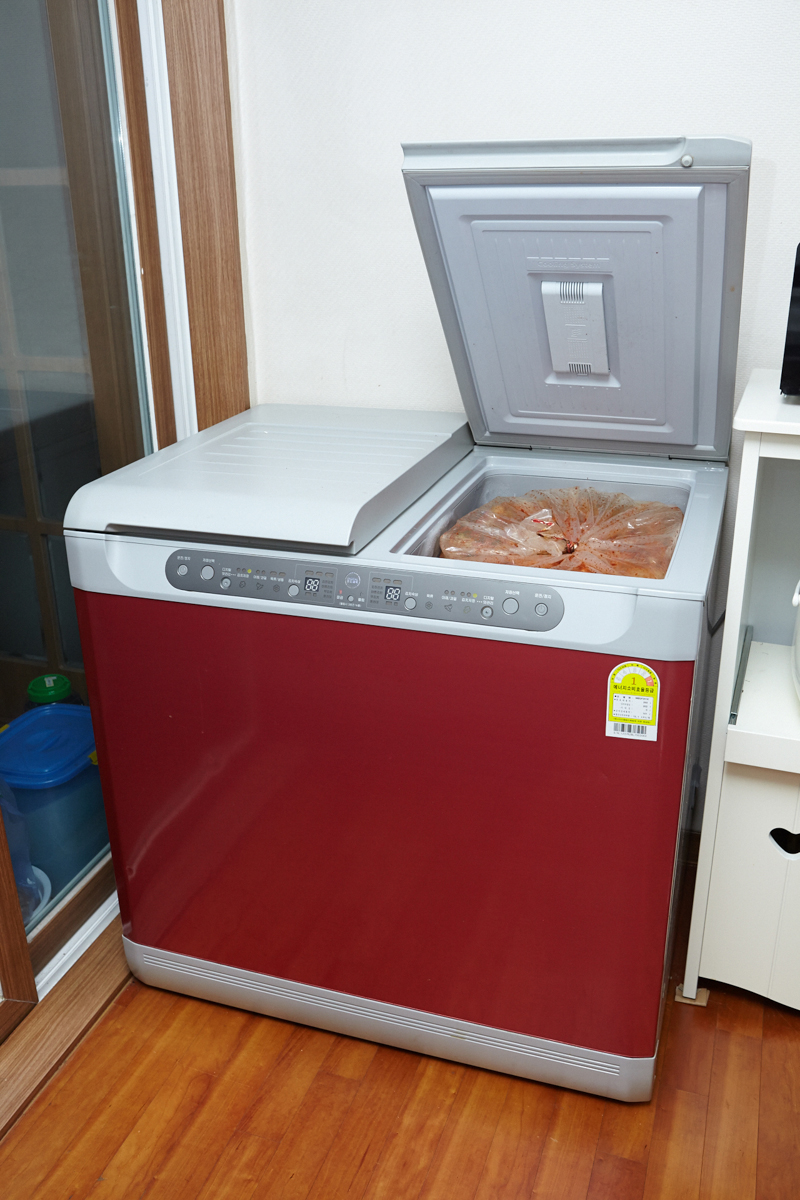
김치냉장고

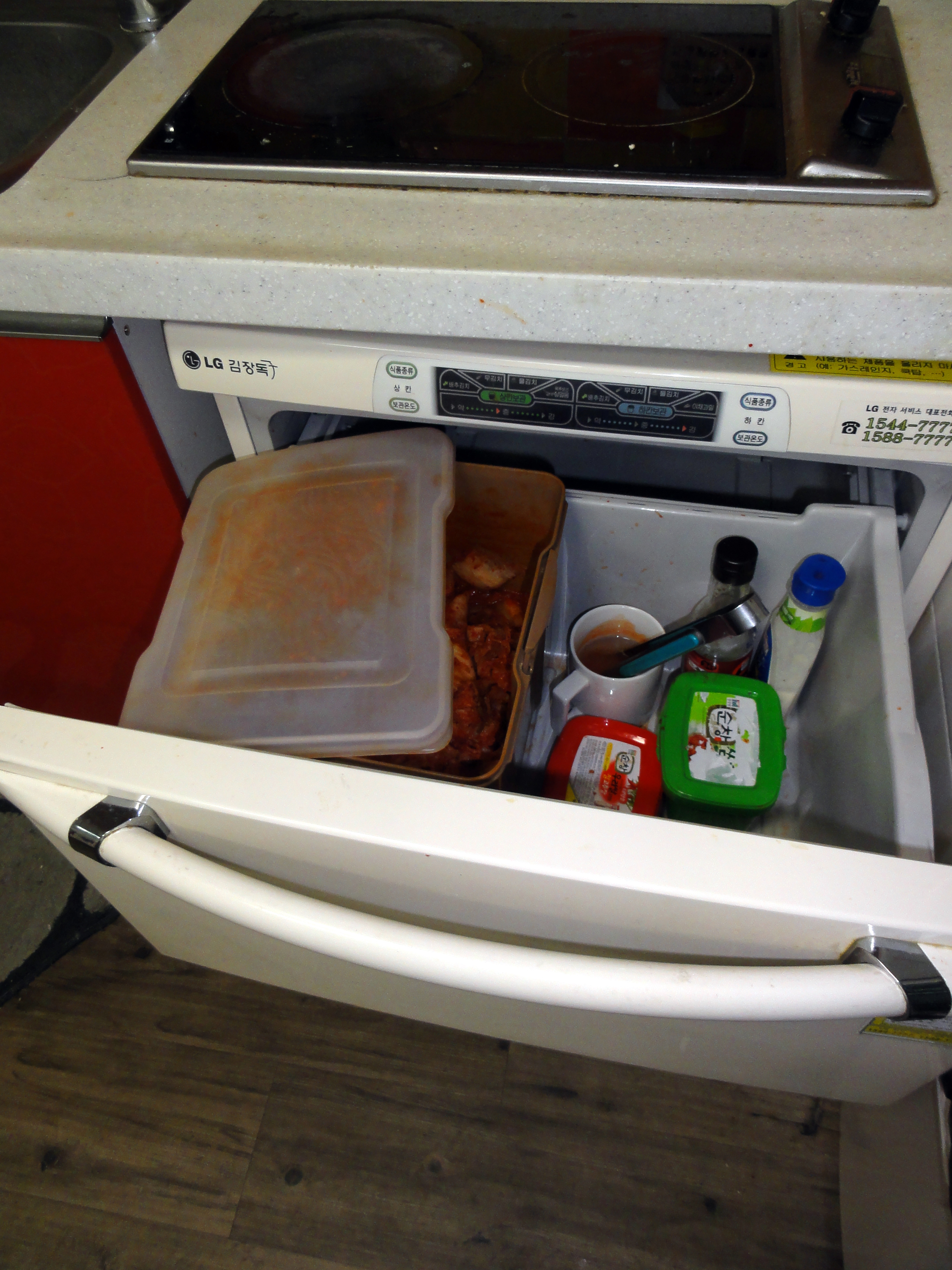
콤팩트 단도기 김치냉장고

김치냉장고( - 冷藏庫, 문화어: 김치랭장고)는 김치를 저장하기 위해 만들어진 냉장고의 일종이다.

## 개요
김치의 신선한 맛을 보존하기 위해 가장 적합한 온도에서 오래 저장할 수 있도록 김치에 특화된 온도조절장치 와 형태를 갖추고 있다. 외부 공기와의 접촉면을 최소화하는 항아리형 구조가 도입되었다. 서랍처럼 앞으로 빼는 형태의 김치냉장고도 있다.
2004년에 대한민국 주부를 대상으로 한 조사에서 가장 갖고 싶은 가전제품으로 뽑혔을 만큼 가정의 필수 제품으로 인식되고 있다. 김치냉장고의 개발과 성공은 '창조적 현지화'의 표본이라는 평도 있다.
일반 냉장고와의 가장 큰 차이점은 김치의 저장 기간이다. 일반 냉장고는 여러 종류의 식품을 보관하므로 섭씨 3도 정도로 설정하지만, 김치냉장고는 영하 1도까지 낮게 설정된다. 이는 김치가 낮은 온도에서도 쉽게 얼지 않기 때문이다. 저장 중의 온도 변화가 크지 않고 안정적이어야 김치가 쉽게 시어지지 않고 맛을 보존한다.

## 역사
최초의 김치냉장고는 금성사에서 내놓은 금성김치냉장고였다. 그러나 시장에서 성공을 거두지 못하고 사장된 김치냉장고는 1994년 만도기계 아산산업본부의해 김치의 옛말인 '딤채'란 이름으로 다시 출시된다. 딤채는 출시 후 시장 판도를 뒤흔든 공전의 히트 상품이 됐다.
딤채의 성공 이후 삼성전자와 LG전자 등 주요 가전제품 업체가 뛰어들어 김치냉장고 시장의 경쟁은 치열해졌다.
구조는 항아리형이 주조를 이루고 있으나, 서랍형은 무거운 김치통을 위로 들어올리지 않아도 된다는 장점이 있다. 서랍형이 여러 종류의 김치를 분류하기 편하고 공간활용도도 높으나, 상대적으로 김치냉장고의 주목적인 온도 보존에는 취약하다. 이에 따라 두 형태를 절충한 혼합형 제품도 출시되었다.
근래에는 김치냉장고가 점차 다기능화, 대형화되는 추세이다. 또한, 소비자들은 점차 김치냉장고를 반드시 김치뿐 아니라 여러 식품을 보관하는 다목적 냉장고로 사용하고 있다.

## 참고 자료
- “김치냉장고” (PDF). 《소비자시대》: 4~11쪽. 2003년 10월. 2010년 12월 14일에 원본 문서 (PDF)에서 보존된 문서. 2007년 11월 18일에 확인함.